# Wickerschwihr
Wickerschwihr [vikəʁʃviʁ] est une commune française située dans la circonscription administrative du Haut-Rhin et, depuis le 1er janvier 2021, dans le territoire de la Collectivité européenne d'Alsace, en région Grand Est.
Cette commune se trouve dans la région historique et culturelle d'Alsace.
Ses habitants sont appelés les Wickerschwihriens et les Wickerschwihriennes.

## Géographie
|               |               | Jebsheim    |
| Porte du Ried | Wickerschwihr | Muntzenheim |
|               | Bischwihr     |             |

### Hydrographie

#### Réseau hydrographique
La commune est dans le bassin versant du Rhin au sein du bassin Rhin-Meuse. Elle est drainée par le canal de Colmar, le ruisseau la Blind et le Lissgraben,,.
Le canal de Colmar, d'une longueur de 14 km, est un canal, chenal non navigable qui relie la commune de Kunheim à Artzenheim, où il se jette dans le canal du Rhône au Rhin. 
La Blind, d'une longueur de 22 km, prend sa source dans la commune de Muntzenheim et se jette  dans l'Ill à Muttersholtz, après avoir traversé douze communes. 

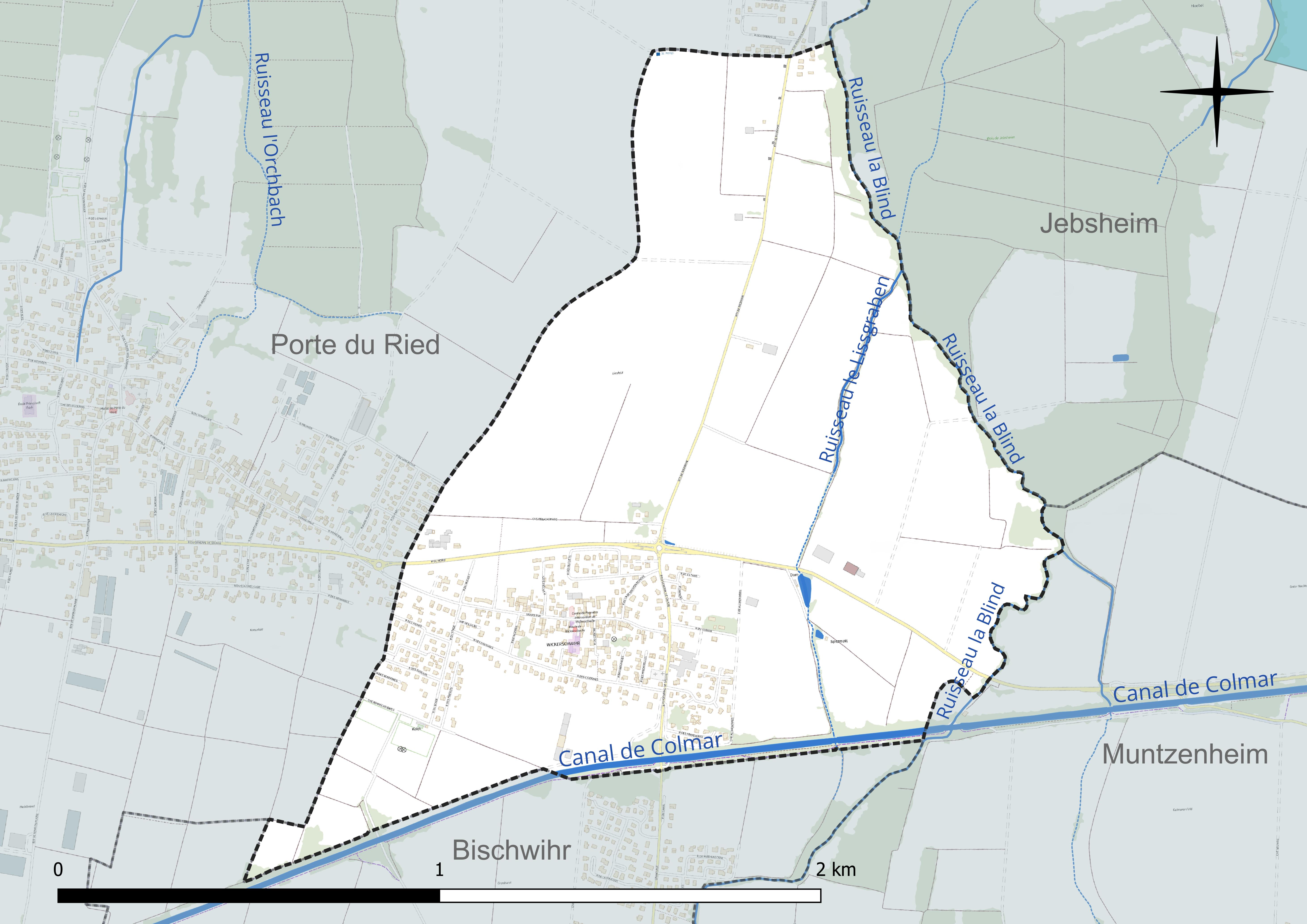
Réseau hydrographique de Wickerschwihr.

#### Gestion et qualité des eaux
Le territoire communal est couvert par le schéma d'aménagement et de gestion des eaux (SAGE) « Ill Nappe Rhin ». Ce document de planification concerne la nappe phréatique rhénane, les cours d'eau de la plaine d'Alsace et du piémont oriental du Sundgau, les canaux situés entre l'Ill et le Rhin et les zones humides de la plaine d'Alsace. Le périmètre s’étend sur 3 596 km2. Il a été approuvé le 17 janvier 2005. La structure porteuse de l'élaboration et de la mise en œuvre est la région Grand Est. 
La qualité des cours d’eau peut être consultée sur un site dédié géré par les agences de l’eau et l’Agence française pour la biodiversité. 

### Climat
Pour des articles plus généraux, voir Climat du Grand Est et Climat du Haut-Rhin.
En 2010, le climat de la commune est de type climat océanique altéré, selon une étude du Centre national de la recherche scientifique s'appuyant sur une série de données couvrant la période 1971-2000. En 2020, Météo-France publie une typologie des climats de la France métropolitaine dans laquelle la commune est exposée à un climat semi-continental et est dans la région climatique  Alsace, caractérisée par une pluviométrie faible, particulièrement en automne et en hiver, un été chaud et bien ensoleillé, une humidité de l’air basse au printemps et en été, des vents faibles et des brouillards fréquents en automne (25 à 30 jours). 
Pour la période 1971-2000, la température annuelle moyenne est de 10,5 °C, avec une amplitude thermique annuelle de 17,9 °C. Le cumul annuel moyen de précipitations est de 569 mm, avec 7,8 jours de précipitations en janvier et 8,9 jours en juillet. Pour la période 1991-2020, la température moyenne annuelle observée sur la station météorologique de Météo-France la plus proche, « Colmar-Inra », sur la commune de Colmar à 7 km à vol d'oiseau, est de 11,3 °C et le cumul annuel moyen de précipitations est de 558,0 mm. 
La température maximale relevée sur cette station est de 39,6 °C, atteinte le 13 août 2003 ; la température minimale est de −22,5 °C, atteinte le 22 février 1986,,. 
Les paramètres climatiques de la commune ont été estimés pour le milieu du siècle (2041-2070) selon différents scénarios d'émission de gaz à effet de serre à partir des nouvelles projections climatiques de référence DRIAS-2020. Ils sont consultables sur un site dédié publié par Météo-France en novembre 2022.

## Urbanisme

### Typologie
Au 1er janvier 2024, Wickerschwihr est catégorisée petite ville, selon la nouvelle grille communale de densité à sept niveaux définie par l'Insee en 2022.
Elle appartient à l'unité urbaine de Porte du Ried, une agglomération intra-départementale regroupant trois  communes, dont elle est une commune de la banlieue,,. Par ailleurs la commune fait partie de l'aire d'attraction de Colmar, dont elle est une commune de la couronne,. Cette aire, qui regroupe 95 communes, est catégorisée dans les aires de 50 000 à moins de 200 000 habitants,.

### Occupation des sols
L'occupation des sols de la commune, telle qu'elle ressort de la base de données européenne d’occupation biophysique des sols Corine Land Cover (CLC), est marquée par l'importance des territoires agricoles (79,9 % en 2018), en diminution par rapport à 1990 (83,2 %). La répartition détaillée en 2018 est la suivante : terres arables (79,9 %), zones urbanisées (19,6 %), forêts (0,5 %). L'évolution de l’occupation des sols de la commune et de ses infrastructures peut être observée sur les différentes représentations cartographiques du territoire : la carte de Cassini (XVIIIe siècle), la carte d'état-major (1820-1866) et les cartes ou photos aériennes de l'IGN pour la période actuelle (1950 à aujourd'hui).

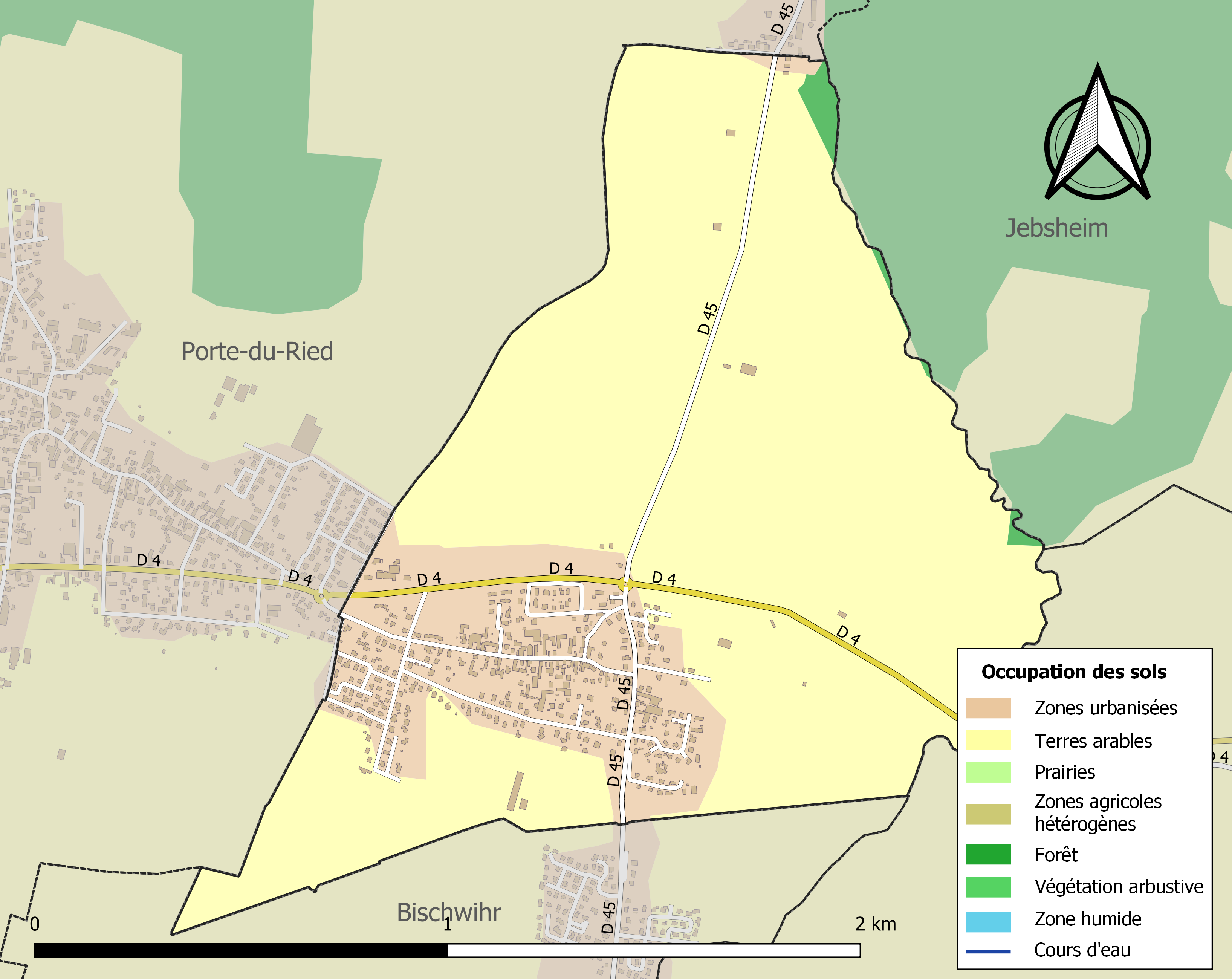
Carte des infrastructures et de l'occupation des sols de la commune en 2018 (CLC).

## Histoire
Occupé à l'époque hallstattienne, entre 750 et 450 av. J.-C., le site a livré un bracelet à boules terminales actuellement au musée Unterlinden, à Colmar. Mentionné pour la première fois en 728, Wickerschwihr fait partie jusqu'en 1837 du territoire de Holtzwihr, dont il suit l'évolution historique. Le village est ainsi cité lors de la donation du comte Eberhard à l'abbaye de Murbach. Le comte fait partie de la famille des ducs d'Alsace, résidant à Eguisheim. Au XIe siècle, Wickerschwihr passe sous l'autorité des princes de Habsbourg. Les terres de Wickerschwihr sont fertiles et ses fermes sont pour la plupart des possessions de différentes fondations religieuses de la région, telles l'abbaye de Marmoutier, les chevaliers de Saint-Jean, les couvents de Sainte-Catherine…
En 1585, la lignée de Hasttatt étant venue à s'éteindre, Wickerschwihr devient la propriété des barons de Montjoie. En 1639, la localité est, tout comme Holtzwihr, confiée par les Suédois à l'administration de Colmar.
Lors de la Seconde Guerre mondiale, le village, évacué le 8 juin 1940, est envahi dès le 16 juin par les Allemands. C'est la 5e division blindée française, sous le commandement des généraux Schlesser et Vernejoul, en liaison avec les "Dogfaces soldiers" de la 3e division d'infanterie US, qui prendra le village, le 27 janvier 1945. Le jour même, ordre est donné d'évacuer les habitants vers la Maison-Rouge puis Ribeauvillé. La plupart seront transportés jusque dans les Vosges ou dans la Haute-Marne. Wickerschwihr sortira à moitié détruit des combats de la poche de Colmar. Le 5 février 1945, est organisée la première messe du village libéré, dans l'église partiellement détruite, en présence du Général Vernejoul.
La commune retrouve ensuite son équilibre entre le maintien de cultures traditionnelles - pommes de terre, choux, betteraves - et une ouverture relative vers les métiers de l'industrie et des services.
Au début des années 1990, la commune se fera connaitre par la création d'un plan sur les risques sismiques « PEGAS » (plan d'entraide générale et d'assistance aux secours), axé sur la prévention et l'organisation des secours post-séisme. Unique en son genre, ce plan sera repris au niveau national et international.

### Héraldique
| Blason de Wickerschwihr | Les armes de Wickerschwihr se blasonnent ainsi : « D'or au sautoir alézé de sable, au chef d'azur chargé de trois coquilles de Saint-Jacques d'argent. » |

## Politique et administration
| Période                                  | Période  | Identité          | Étiquette | Qualité |
| ---------------------------------------- | -------- | ----------------- | --------- | ------- |
| 1971                                     | 1989     | Marcel Kuehn      | SE        | Maire   |
| 1989                                     | 2020     | Bernard Sacquépée | SE        | Maire   |
| 2020                                     | En cours | Richard Ley       | SE        | Maire   |
| Les données manquantes sont à compléter. |          |                   |           |         |

## Démographie
L'évolution du nombre d'habitants est connue à travers les recensements de la population effectués dans la commune depuis 1841. Pour les communes de moins de 10 000 habitants, une enquête de recensement portant sur toute la population est réalisée tous les cinq ans, les populations de référence des années intermédiaires étant quant à elles estimées par interpolation ou extrapolation. Pour la commune, le premier recensement exhaustif entrant dans le cadre du nouveau dispositif a été réalisé en 2008.

En 2022, la commune comptait 720 habitants, en évolution de −2,96 % par rapport à 2016 (Haut-Rhin : +0,66 %, France hors Mayotte : +2,11 %).
| 1841 | 1846 | 1851 | 1856 | 1861 | 1866 | 1871 | 1875 | 1880 |
| ---- | ---- | ---- | ---- | ---- | ---- | ---- | ---- | ---- |
| 257  | 247  | 224  | 218  | 228  | 226  | 210  | 211  | 208  |

| 1885 | 1890 | 1895 | 1900 | 1905 | 1910 | 1921 | 1926 | 1931 |
| ---- | ---- | ---- | ---- | ---- | ---- | ---- | ---- | ---- |
| 195  | 195  | 202  | 197  | 193  | 208  | 187  | 177  | 187  |

| 1936 | 1946 | 1954 | 1962 | 1968 | 1975 | 1982 | 1990 | 1999 |
| ---- | ---- | ---- | ---- | ---- | ---- | ---- | ---- | ---- |
| 166  | 167  | 181  | 201  | 218  | 312  | 404  | 504  | 610  |

| 2006 | 2008 | 2013 | 2018 | 2022 | - | - | - | - |
| ---- | ---- | ---- | ---- | ---- | - | - | - | - |
| 730  | 764  | 768  | 721  | 720  | - | - | - | - |

## Lieux et monuments
- Église Saint-Jacques-le-Majeur (1843-1951)

Jusqu'en 1843, les habitants de Wickerschwihr devaient aller à la messe de Holtzwihr. À cette date, la commune, devenue indépendante, décide la construction de sa propre église. La vente d'une coupe de bois extraordinaire, portant sur 4 hectares et 7 ares, soit le quart de la réserve de Wickerschwihr, est organisée pour financer l'entreprise.
L'église est épargnée par la Première Guerre mondiale, mais fort endommagée entre 1939 et 1945 par l'armée américaine. La flèche du clocher, la chambre des cloches, la toiture du nef et du chœur ainsi que les piliers de grès soutenant le clocher à l'intérieur de la nef sont complètement détruits et rebâtis en 1951.

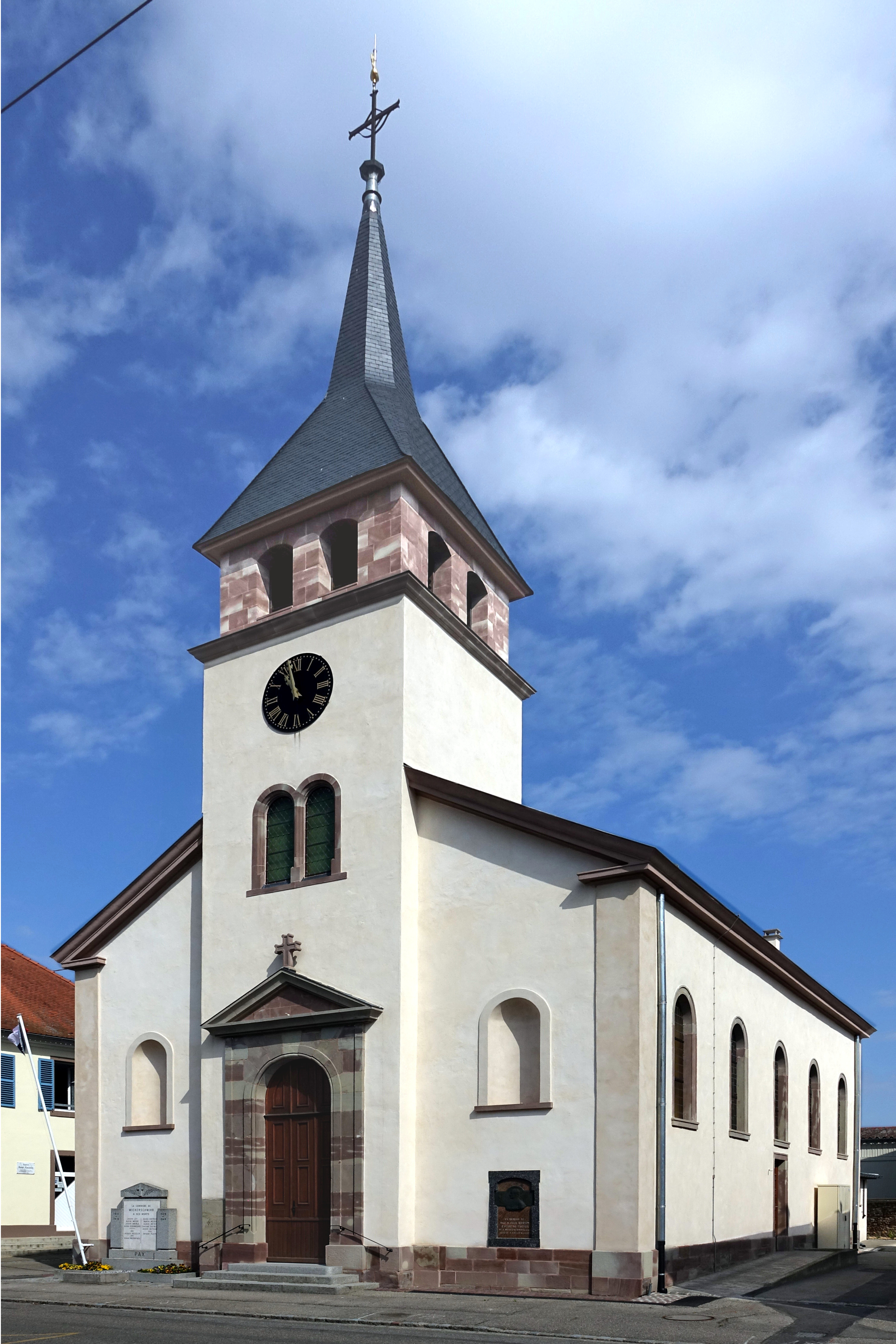
L'église.
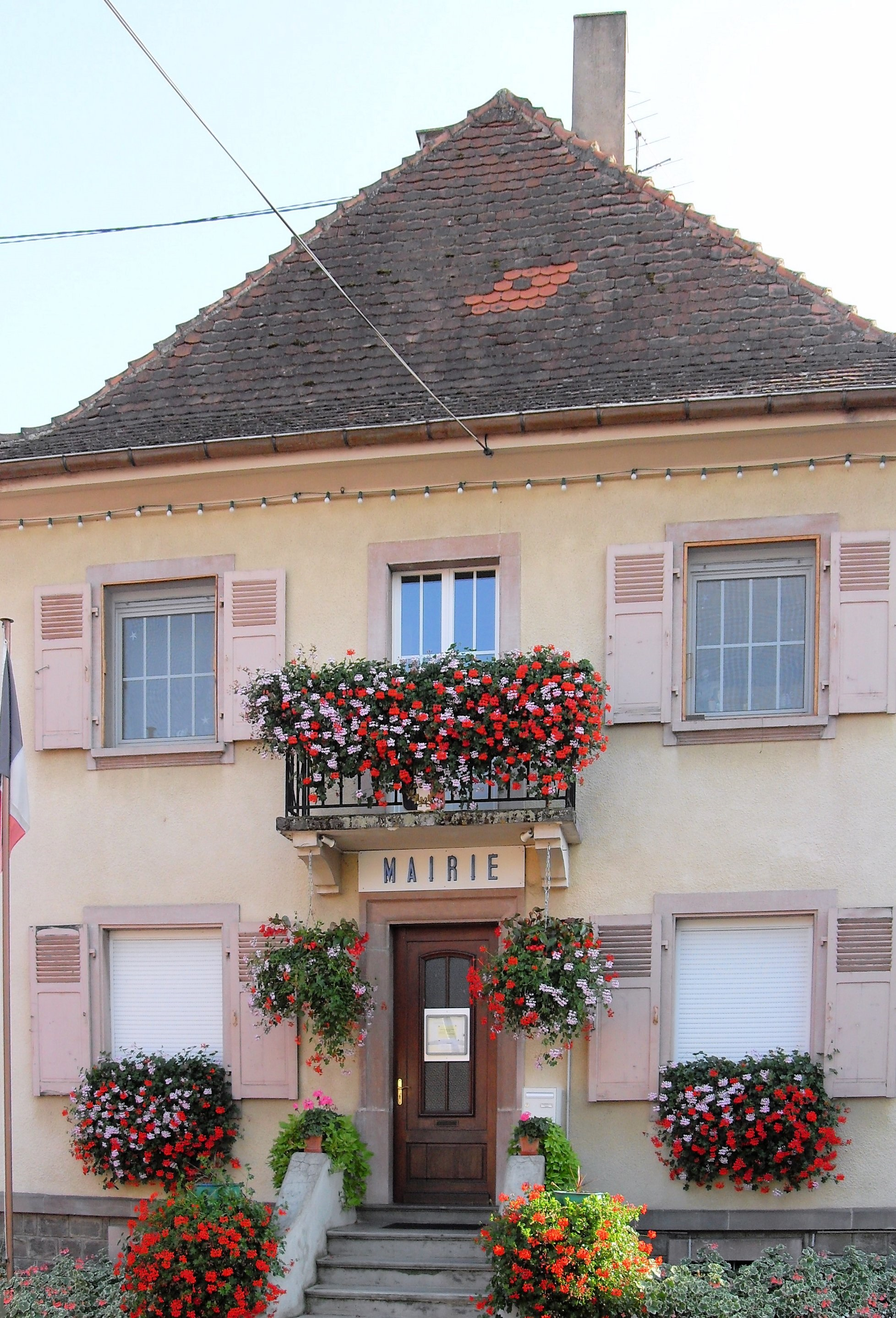
La mairie.
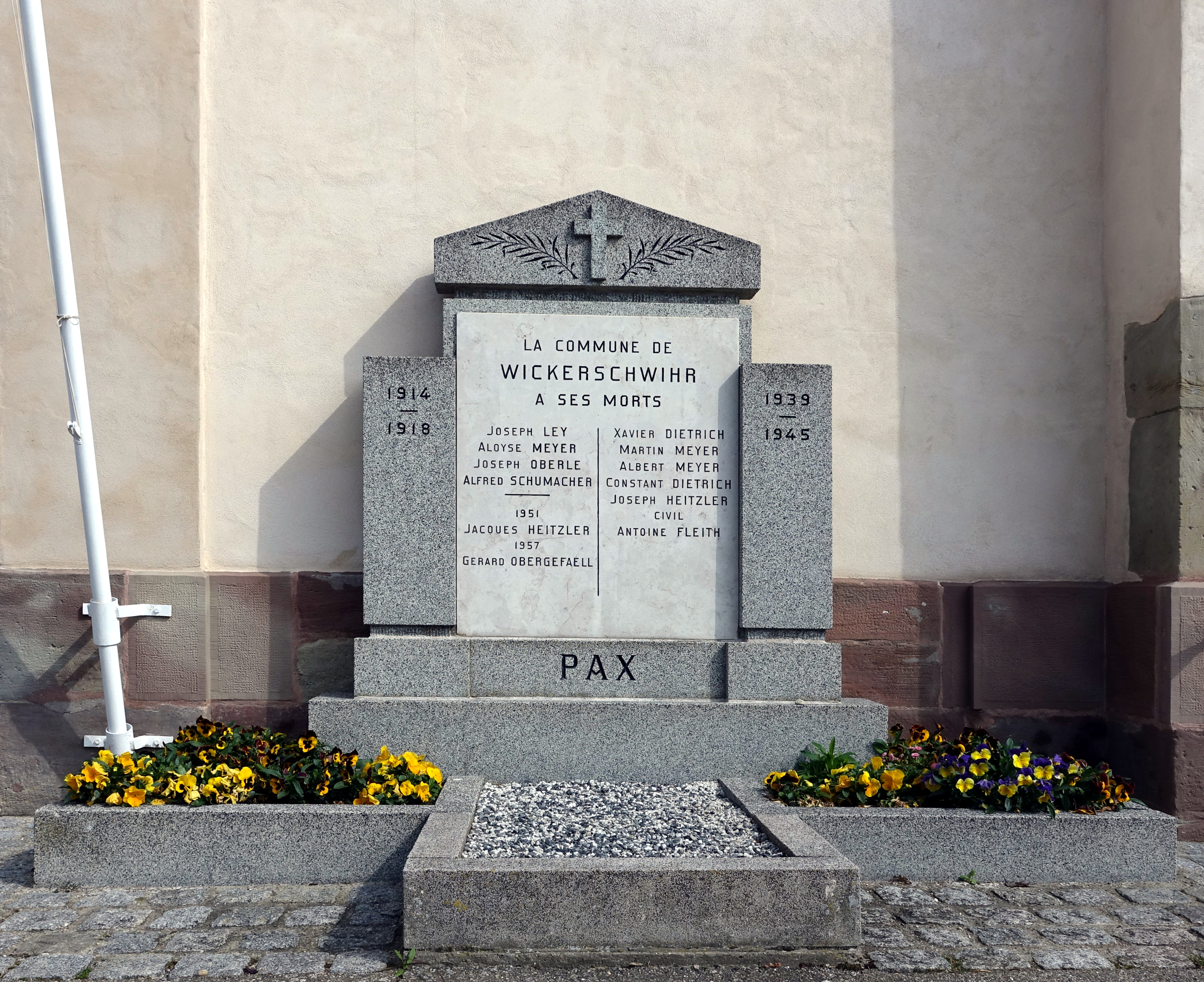
Monument aux morts des Première et Seconde Guerres mondiales.
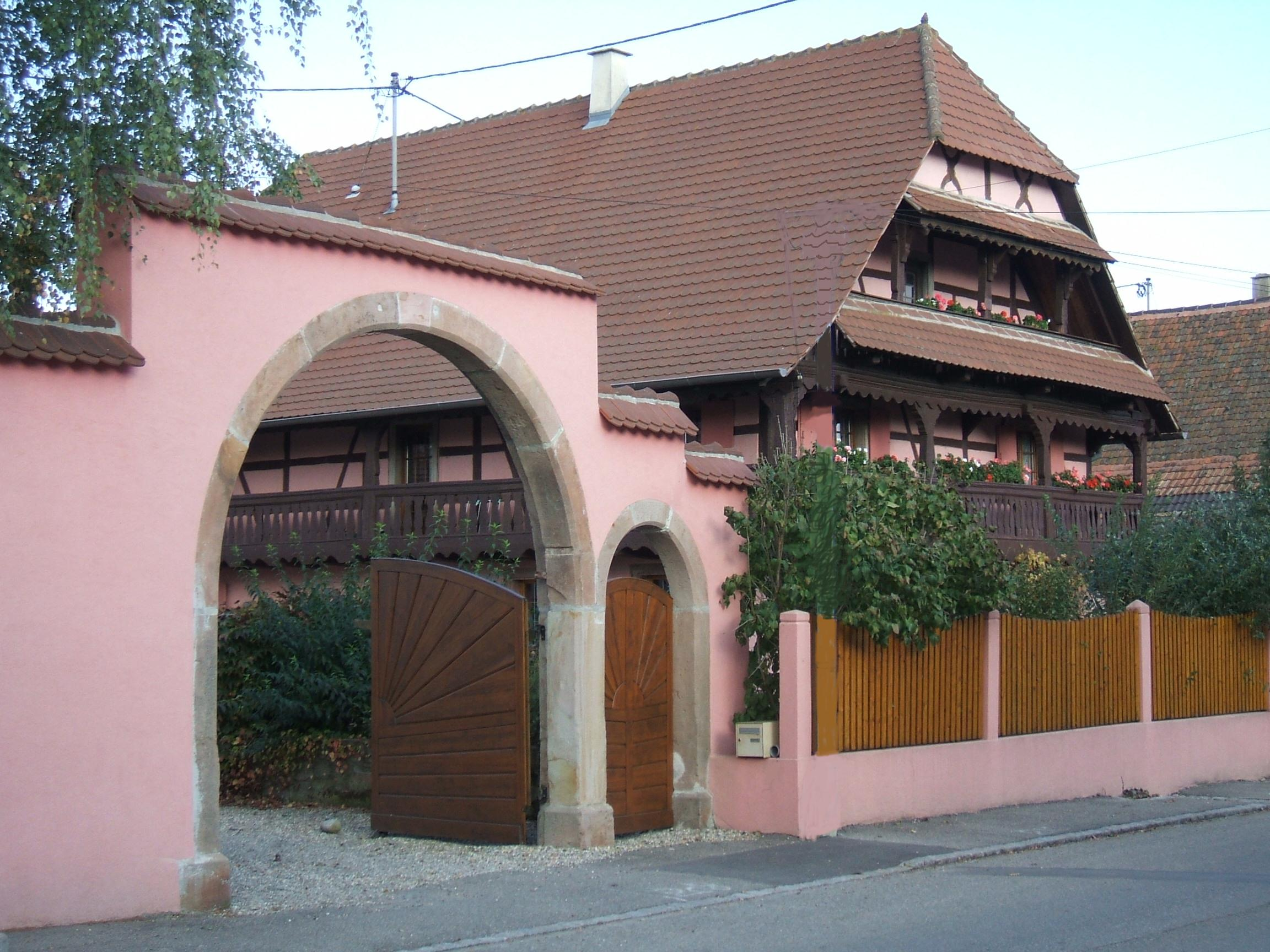
Ferme famille Meyer du XVIIIe siècle.
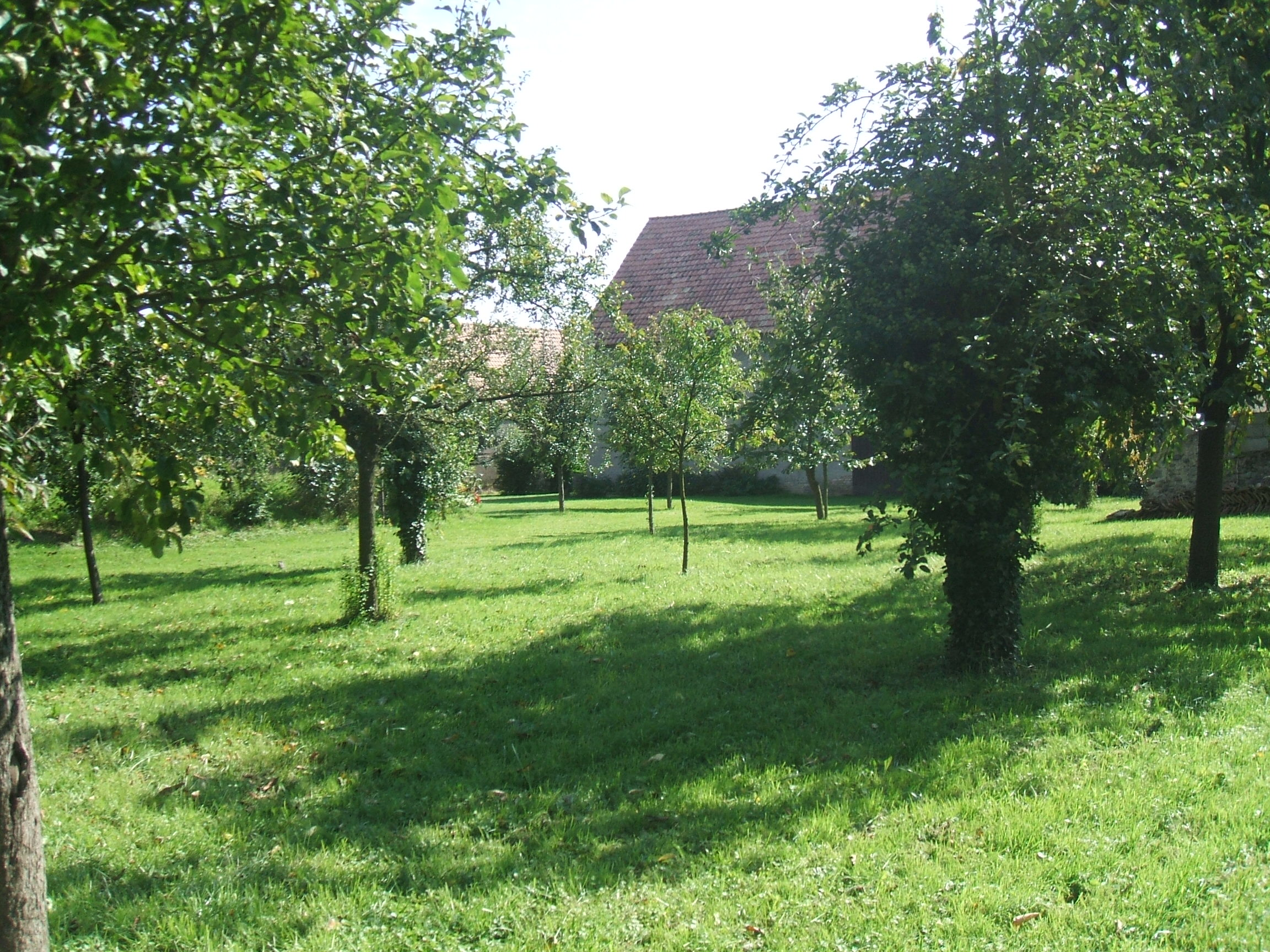
Verger traditionnel.

## Animations
- Fête : 25 juillet (saint Jacques),
- Fête de la pomme de terre : 1er week-end de juillet,
- Marché aux puces : 1er dimanche du mois d'avril,
- Pêche.

## Commerces et artisans
- Choucrouterie
- Vente de pommes de terre
- Boulangerie artisanale et fabrique de pains spéciaux
- Vente de pommes

## Personnalités liées à la commune
- Michael Felix Korum, née le 2 novembre 1840 à Wickerschwihr (Alsace), mort le 4 décembre 1921. Il est fait évêque à Trèves en 1881 jusqu'en 1921. Korum est issu d'une famille de professeurs et a grandi à Colmar. Après la visite du séminaire à Strasbourg, il a entrepris des études à l'université des Jésuites à Innsbruck et de Doctorat en théologie. En novembre 1865, il a reçu à Strasbourg le 23 décembre 1865 l'ordination sacerdotale. En 1869, il a été professeur de l'histoire de l'Église, à partir de 1872 en tant que titulaire de la chaire de dogmatique et d'exégèse du Nouveau Testament au séminaire de Strasbourg. Plus tard, il a été nommé par le français Domprediger à la cathédrale de Strasbourg Conseiller des ministres et prêtres. Le 12 août 1881, Korum a été nommé évêque de Trèves par le pape Léon XIII.
- Joseph Dietrich, née le 22 aout 1922 à Wickerschwihr, décedé le 17 avril 2017. Ancien chercheur au Centre national de la recherche scientifique, docteur en science et Abbé, il a été l'un des premiers Alsaciens incorporés de force dans la Wehrmacht lors de la Seconde Guerre mondiale. Il a fait son entrée dans l’ordre de la Légion d’honneur, au grade de Chevalier, à l’occasion de la promotion civile du 1er janvier 2017.

## Les bus Trace
Cette commune est desservie par les lignes et arrêts suivants :
|    |  | Parcours                                | Arrêts dans la commune              |
| -- |  | --------------------------------------- | ----------------------------------- |
| 24 |  | Grussenheim / Riedwihr – Théâtre - Gare | Wickerschwihr Mairie, Stade, Verger |